# Power of the Blues
Power of the Blues es el décimo sexto álbum de estudio del guitarrista norirlandés de blues rock y hard rock Gary Moore, publicado en 2004 por el sello Sanctuary Records. Durante la grabación del disco, Moore trabajó nuevamente con el bajista Bob Daisley con quién obtuvo gran éxito en la década de los ochenta.
Obtuvo el puesto 9 en los Top Blues Albums de los Estados Unidos y alcanzó el lugar 158 en la lista UK Albums Chart del Reino Unido. Cabe señalar que dentro del listado de canciones están los covers de «Evil» y de «I Can't Quit You Baby» del artista estadounidense Willie Dixon

## Lista de canciones
Todas las canciones escritas por Gary Moore, a menos que se indique lo contrario.

| N.º | Título                        | Escritor(es)           | Duración |  |
| 1.  | «Power of the Blues»          | Moore, Daisley, Mooney | 2:30     |  |
| 2.  | «There's a Hole»              |                        | 5:38     |  |
| 3.  | «Tell Me Woman»               |                        | 2:53     |  |
| 4.  | «I Can't Quit You Baby»       | Willie Dixon           | 5:48     |  |
| 5.  | «That's Why I Play the Blues» |                        | 4:05     |  |
| 6.  | «Evil»                        | Dixon                  | 2:42     |  |
| 7.  | «Getaway Blues»               | Moore, Daisley, Mooney | 3:42     |  |
| 8.  | «Memory Pain»                 | Mayfield               | 4:52     |  |
| 9.  | «Can't Find My Baby»          |                        | 3:34     |  |
| 10. | «Torn Inside»                 |                        | 5:37     |  |

## Músicos
- Gary Moore: voz y guitarra eléctrica
- Bob Daisley: bajo
- Darrin Mooney: batería
- Jim Watson: teclados